# Leiothrix lutea

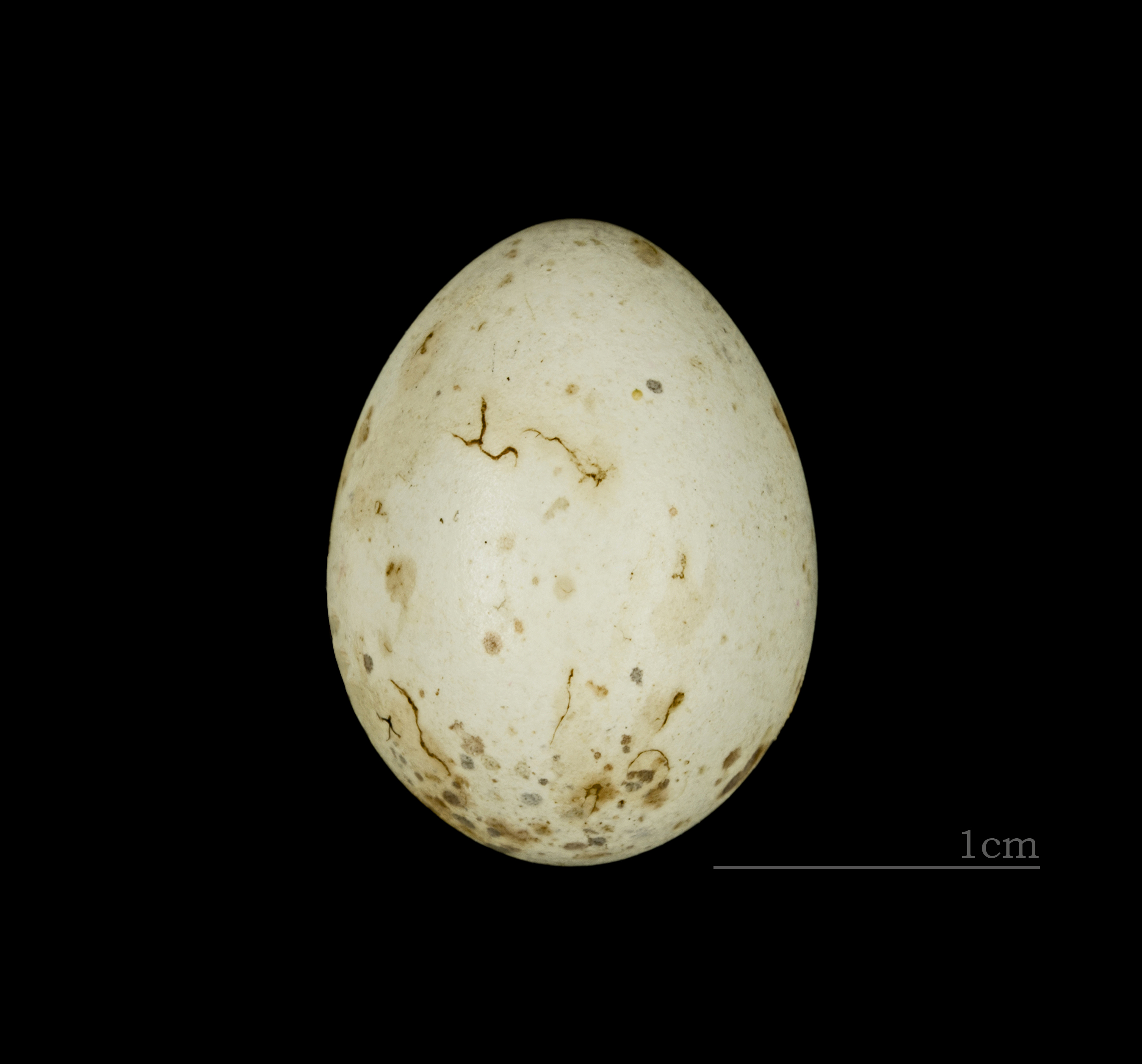
Huevo de Leiothrix lutea calipyga

El leiótrix piquirrojo o ruiseñor japonés (Leiothrix lutea) es una especie de ave paseriforme de la familia Leiothrichidae.

## Subespecies
- Leiothrix lutea astleyi
- Leiothxix lutea calipyga
- Leiothrix lutea kumaiensis
- Leiothrix lutea kwangtungensis
- Leiothrix lutea lutea
- Leiothrix lutea luteola
- Leiothrix lutea yunnanensis

## Características
Esta especie es muy apreciada por los amantes de las aves del mundo entero debido a que el macho posee un maravilloso canto equiparable al del ruiseñor común, además poseen unos vibrantes colores y se adaptan con facilidad a la vida en cautividad. La cría en cautividad es muy complicada. La alimentación del ruiseñor del Japón es principalmente insectívora, cazando todo tipo de insectos y gusanos. También se alimentan de bayas y frutas.

## Hábitat
Especie originaria del sur de Asia, desde Tailandia hasta el sur de China. El nombre en español puede resultar confuso ya que el ruiseñor del Japón ni es un ruiseñor (aves de la familia Muscicapidae) ni es originario de Japón.
Algunas poblaciones han sido introducidas en Japón y Hawái donde sólo viven desde los años 80 del siglo XX, también existen varias colonias en Europa de aves escapadas presentes en Portugal, Francia y en España donde está reconocida como especie invasora debido a su establecimiento en la sierra de Collserola, junto al núcleo urbano de Barcelona.
El carácter invasor de esta especie ha motivado la prohibición de su importación, venta, cría y liberación al medio ambiente en Japón.

## Estado de conservación
Su distribución es muy amplia, desde el sur del Himalaya y sudeste asiático hasta China, y su rango de distribución es muy amplio, por lo que en la Lista Roja de la UICN figura catalogado como de preocupación menor. Fue introducido en Francia, Italia, Japón, la isla Reunión y Estados Unidos. No se conoce el número exacto de individuos que componen su población, pero diversas observaciones determinaron que es una especie muy común y numerosa. En China se estima que habitan entre 10 000 y 100 000 parejas reproductoras y en Japón, entre 100 y 10 000 (2009).

## Especie invasora en España
Debido a su potencial colonizador y constituir una amenaza grave para las especies autóctonas, los hábitats o los ecosistemas, esta especie ha sido incluida en el Catálogo Español de Especies Exóticas Invasoras, regulado por el Real Decreto 630/2013, de 2 de agosto, estando prohibida en España su introducción en el medio natural, posesión, transporte, tráfico y comercio.